# Hepka
Hepka (nep. हेप्का) – gaun wikas samiti w zachodniej części Nepalu w strefie Karnali w dystrykcie Humla. Według nepalskiego spisu powszechnego z 2011 roku liczył on 204 gospodarstwa domowe i 1057 mieszkańców (534 kobiety i 523 mężczyzn).